# نیلاتی
نیلاتی (به لاتین: Nilati) یک روستا در بنگلادش است که در ناحیه پیروج‌پور واقع شده است.